# Soupisky hokejových reprezentací na MS 2024
Na soupisce každého týmu bylo nejméně 15 bruslařů (útočníků a obránců) a dva brankáři, nejvýše 22 bruslařů a tři brankáři. Všech 16 zúčastněných zemí muselo prostřednictvím potvrzení svých národních svazů předložit soupisku do prvního zasedání direktoriátu IIHF. Pokud byla soupiska plná, mohl být hráč nahrazen po posouzení lékařem federace jiným hráčem z hráčů „dlouhého seznamu“. Zraněný hráč se již nemohl vrátit zpět do turnaje. Každý svaz poslal tzv. dlouhý seznam IIHF nejméně dva týdny před turnajem, bylo na něm celkem maximálně 70 hráčů do pole a 8 brankářů. Z tohoto dlouhého seznamu pak každý svaz udělal konečnou nominaci do turnaje. Hráče mimo tento seznam nebylo možné dát do nominace, ani nemohli být náhradníky.

## Skupina A

### Česko
- Soupiska na oficiálních webových stránkách: zde
- Hlavní trenér:  Radim Rulík
- Asistent trenéra:  Jiří Kalous
- Asistent trenéra:  Tomáš Plekanec
- Asistent trenéra:  Marek Židlický
- Trenér brankářů:  Ondřej Pavelec

| Česko na MS 2024                                  | Česko na MS 2024 | Česko na MS 2024 | Česko na MS 2024             | Česko na MS 2024 | Česko na MS 2024 |
| Číslo                                             | Post             | Hráč             | Klub                         |                  |                  |
| ------------------------------------------------- | ---------------- | ---------------- | ---------------------------- | ---------------- | ---------------- |
| 1                                                 | B                | Lukáš Dostál     | Anaheim Ducks                |                  |                  |
| 3                                                 | O                | Radko Gudas – A  | Anaheim Ducks                |                  |                  |
| 6                                                 | O                | Michal Kempný    | HC Sparta Praha              |                  |                  |
| 7                                                 | O                | David Špaček     | Iowa Wild                    |                  |                  |
| 8                                                 | Ú                | Ondřej Beránek   | HC Energie Karlovy Vary      |                  |                  |
| 10                                                | Ú                | Roman Červenka – | SC Rapperswil-Jona Lakers    |                  |                  |
| 14                                                | Ú                | Pavel Zacha      | Boston Bruins                |                  |                  |
| 18                                                | Ú                | Ondřej Palát – A | New Jersey Devils            |                  |                  |
| 22                                                | Ú                | Jáchym Kondelík  | Banes Motor České Budějovice |                  |                  |
| 23                                                | Ú                | Lukáš Sedlák     | HC Dynamo Pardubice          |                  |                  |
| 24                                                | O                | Jan Ščotka       | HC Kometa Brno               |                  |                  |
| 34                                                | B                | Petr Mrázek      | Chicago Blackhawks           |                  |                  |
| 36                                                | O                | Jakub Krejčík    | HC Sparta Praha              |                  |                  |
| 44                                                | O                | Jan Rutta        | San Jose Sharks              |                  |                  |
| 50                                                | B                | Karel Vejmelka   | Arizona Coyotes              |                  |                  |
| 55                                                | O                | Libor Hájek      | HC Dynamo Pardubice          |                  |                  |
| 64                                                | Ú                | David Kämpf      | Toronto Maple Leafs          |                  |                  |
| 73                                                | Ú                | Ondřej Kaše      | HC VERVA Litvínov            |                  |                  |
| 81                                                | Ú                | Dominik Kubalík  | Ottawa Senators              |                  |                  |
| 84                                                | O                | Tomáš Kundrátek  | HC Oceláři Třinec            |                  |                  |
| 88                                                | Ú                | David Pastrňák   | Boston Bruins                |                  |                  |
| 93                                                | Ú                | Matěj Stránský   | HC Davos                     |                  |                  |
| 95                                                | Ú                | Daniel Voženílek | HC Oceláři Třinec            |                  |                  |
| 96                                                | Ú                | David Tomášek    | Färjestad BK                 |                  |                  |
| 98                                                | Ú                | Martin Nečas     | Carolina Hurricanes          |                  |                  |
| Zranění/Nemocní hráči, kteří odstoupili z turnaje |                  |                  |                              |                  |                  |
| 19                                                | Ú                | Jakub Flek       | HC Kometa Brno               |                  |                  |

### Dánsko
- Soupiska na oficiálních webových stránkách: zde
- Hlavní trenér:  Mikael Gath
- Asistent trenéra:  Andreas Lilja
- Asistent trenéra:  Magnus Wennstrom

| 1  | B | William Rørth        | Rødovre Mighty Bulls   |
| 5  | Ú | Lucas Andersen       | Rungsted Seier Capital |
| 9  | Ú | Frederik Storm       | Kölner Haie            |
| 11 | Ú | Alexander True       | Charlotte Checkers     |
| 12 | Ú | Oscar Mølgaard       | HV71                   |
| 15 | O | Matias Lassen        | Malmö Redhawks         |
| 22 | O | Markus Lauridsen     | Löwen Frankfurt        |
| 25 | O | Oliver Lauridsen – A | HC TPS                 |
| 29 | Ú | Mikkel Aagaard       | Modo Hockey            |
| 38 | Ú | Morten Poulsen       | Herning Blue Fox       |
| 40 | O | Anders Koch          | Aalborg Pirates        |
| 41 | O | Jesper Jensen –      | EC KAC                 |
| 42 | O | Phillip Bruggisser   | Fischtown Pinguins     |
| 43 | B | Mathias Seldrup      | Esbjerg Energy         |
| 47 | O | Oliver Larsen        | Mikkelin Jukurit       |
| 48 | O | Nicholas Jensen      | Fischtown Pinguins     |
| 54 | Ú | Felix Scheel         | Fischtown Pinguins     |
| 63 | Ú | Patrick Russell – A  | Linköpings HC          |
| 65 | Ú | Christian Wejse      | Fischtown Pinguins     |
| 71 | Ú | Niklas Andersen      | Augsburger Panther     |
| 72 | Ú | Phillip Schultz      | Esbjerg Energy         |
| 77 | Ú | Mathias From         | Herning Blue Fox       |
| 80 | B | Frederik Dichow      | HV71                   |
| 86 | Ú | Joachim Blicheld     | Växjö Lakers           |
| 95 | Ú | Nick Olesen          | IK Oskarshamn          |

### Finsko
- Soupiska na oficiálních webových stránkách: zde
- Hlavní trenér:  Jukka Jalonen
- Asistent trenéra:  Kari Lehtonen
- Asistent trenéra:  Mikko Manner
- Asistent trenéra:  Ari-Pekka Selin

| 2  | O | Rasmus Rissanen       | Örebro HK           |
| 3  | O | Olli Määttä – A       | Detroit Red Wings   |
| 4  | O | Mikko Lehtonen – A    | ZSC Lions           |
| 7  | O | Oliwer Kaski          | HV71                |
| 12 | Ú | Jere Innala           | Frölunda HC         |
| 13 | Ú | Jesse Puljujärvi      | Pittsburgh Penguins |
| 15 | Ú | Juha Jääskä           | HIFK                |
| 18 | O | Vili Saarijärvi       | SCL Tigers          |
| 19 | Ú | Konsta Helenius       | Mikkelin Jukurit    |
| 21 | Ú | Patrik Puistola       | Mikkelin Jukurit    |
| 24 | Ú | Hannes Björninen      | Örebro HK           |
| 25 | Ú | Pekkaa Jormakka       | Mikkelin Jukurit    |
| 27 | Ú | Oliver Kapanen        | KalPa               |
| 29 | B | Harri Säteri          | EHC Biel            |
| 30 | B | Lassi Lehtinen        | Modo Hockey         |
| 33 | B | Emil Larmi            | Växjö Lakers        |
| 38 | O | Veli-Matti Vittasmäki | Tappara             |
| 48 | Ú | Valtteri Puustinen    | Pittsburgh Penguins |
| 50 | O | Juuso Riikola         | SCL Tigers          |
| 57 | Ú | Arttu Hyry            | Oulun Kärpät        |
| 62 | O | Jesper Mattila        | KalPa               |
| 64 | Ú | Mikael Granlund –     | San Jose Sharks     |
| 71 | Ú | Ahti Oksanen          | IK Oskarshamn       |
| 80 | Ú | Saku Mäenalanen       | SCL Tigers          |
| 81 | Ú | Iiro Pakarinen        | HIFK                |

### Kanada
- Soupiska na oficiálních webových stránkách: zde
- Hlavní trenér:  André Tourigny
- Asistent trenéra:  Dean Evanson
- Asistent trenéra:  Steve Ott
- Asistent trenéra:  Jay Woodcroft
- Trenér brankářů:  Justin Pogge

| 3  | O | Olewn Zellweger       | Anaheim Ducks         |
| 4  | O | Bowen Byram           | Buffalo Sabres        |
| 8  | Ú | Michael Bunting       | Pittsburgh Penguins   |
| 13 | Ú | Brandon Tanev         | Seattle Kraken        |
| 14 | Ú | Dylan Guenther        | Arizona Coyotes       |
| 17 | Ú | Jack McBain           | Arizona Coyotes       |
| 18 | Ú | Dawson Mercer         | New Jersey Devils     |
| 19 | Ú | Jared McCann          | Seattle Kraken        |
| 20 | Ú | Nick Paul             | Tampa Bay Lightning   |
| 21 | O | Kaiden Guhle          | Montreal Canadiens    |
| 22 | Ú | Dylan Cozens          | Buffalo Sabres        |
| 24 | O | Jamie Oleksiak        | Seattle Kraken        |
| 25 | O | Owen Power            | Buffalo Sabres        |
| 30 | B | Joel Hofer            | St. Louis Blues       |
| 35 | B | Nico Daws             | New Jersey Devils     |
| 38 | Ú | Brandon Hagel         | Tampa Bay Lightning   |
| 50 | B | Jordan Binnington     | St. Louis Blues       |
| 55 | O | Colton Parayko – A    | St. Louis Blues       |
| 71 | Ú | Ridly Greig           | Ottawa Senators       |
| 78 | O | Damon Severson – A    | Columbus Blue Jackets |
| 80 | Ú | Pierre-Luc Dubois     | Los Angeles Kings     |
| 88 | Ú | Andrew Mangiapane – A | Calgary Flames        |
| 91 | Ú | John Tavares –        | Toronto Maple Leafs   |
| 98 | Ú | Connor Bedard         | Chicago Blackhawks    |

### Norsko
- Soupiska na oficiálních webových stránkách: zde
- Hlavní trenér:  Tobias Johansson
- Asistent trenéra:  Niklas Andresen
- Asistent trenéra:  Pär Johansson

| Norsko na MS 2024                         | Norsko na MS 2024 | Norsko na MS 2024        | Norsko na MS 2024  | Norsko na MS 2024 | Norsko na MS 2024 |
| Číslo                                     | Post              | Hráč                     | Klub               |                   |                   |
| ----------------------------------------- | ----------------- | ------------------------ | ------------------ | ----------------- | ----------------- |
| 2                                         | O                 | Isak Hansen              | Sparta Sarpsborg   |                   |                   |
| 4                                         | O                 | Johannes Johannesen      | Pelicans           |                   |                   |
| 7                                         | O                 | Sander Vold Engebråten   | Mikkelin Jukurit   |                   |                   |
| 10                                        | O                 | Mattias Nørstebø – A     | IF Björklöven      |                   |                   |
| 12                                        | Ú                 | Noah Steen               | Mora IK            |                   |                   |
| 13                                        | Ú                 | Petter Vesterheim        | Mora IK            |                   |                   |
| 17                                        | Ú                 | Eirik Salsten            | Storhamar          |                   |                   |
| 18                                        | Ú                 | Thomas Olsen             | Vålerenga          |                   |                   |
| 19                                        | Ú                 | Håvard Østrem Salsten    | Sparta Sarpsborg   |                   |                   |
| 20                                        | Ú                 | Mathias Emilio Pettersen | Texas Stars        |                   |                   |
| 22                                        | Ú                 | Martin Rønnild           | Storhamar          |                   |                   |
| 23                                        | Ú                 | Thomas Berg-Paulsen – A  | Malmö Redhawks     |                   |                   |
| 27                                        | Ú                 | Andreas Martinsen        | Storhamar          |                   |                   |
| 28                                        | Ú                 | Michael Brandsegg-Nygård | Mora IK            |                   |                   |
| 30                                        | B                 | Tobias Normann           | AIK                |                   |                   |
| 31                                        | B                 | Jonas Arntzen            | Örebro HK          |                   |                   |
| 33                                        | B                 | Henrik Haukeland         | Düsseldorfer EG    |                   |                   |
| 36                                        | Ú                 | Mats Zuccarello          | Minnesota Wild     |                   |                   |
| 37                                        | Ú                 | Markus Vikingstad        | Fischtown Pinguins |                   |                   |
| 41                                        | Ú                 | Patrick Thoresen –       | Storhamar          |                   |                   |
| 43                                        | O                 | Max Krogdahl             | Östersunds IK      |                   |                   |
| 49                                        | O                 | Christian Kåsastul       | HC Pustertal       |                   |                   |
| 54                                        | O                 | Sander Hurrød            | Storhamar          |                   |                   |
| 71                                        | Ú                 | Eskild Bakke Olsen       | BIK Karlskoga      |                   |                   |
| 72                                        | O                 | Stian Solberg            | Vålerenga          |                   |                   |
| Zranění hráči, kteří odstoupili z turnaje |                   |                          |                    |                   |                   |
| 8                                         | Ú                 | Mathias Trettenes        | Stavanger Oilers   |                   |                   |

### Rakousko
- Soupiska na oficiálních webových stránkách: zde
- Hlavní trenér:  Roger Bader
- Asistent trenéra:  Christoph Brandner
- Asistent trenéra:  Arno del Curto
- Asistent trenéra:  Markus Peintner

| 3  | Ú | Peter Schneider        | Red Bull Salzburg          |
| 5  | Ú | Thomas Raffl –         | Red Bull Salzburg          |
| 9  | Ú | Ali Wukovits           | Red Bull Salzburg          |
| 12 | O | David Maier            | EC KAC                     |
| 14 | O | Kilian Zündel          | HC Ambrì-Piotta            |
| 16 | Ú | Dominic Zwerger        | HC Ambrì-Piotta            |
| 17 | Ú | Manuel Ganahl – A      | EC KAC                     |
| 18 | O | Paul Stapelfeldt       | Red Bull Salzburg          |
| 19 | Ú | Vinzenz Rohrer         | ZSC Lions                  |
| 20 | O | Nico Brunner           | Vienna Capitals            |
| 21 | Ú | Lukas Haudum           | EC KAC                     |
| 23 | Ú | Marco Rossi            | Minnesota Wild             |
| 24 | O | Steven Strong          | EC KAC                     |
| 29 | B | Thomas Höneckl         | Steinbach Black Wings Linz |
| 30 | B | David Kickert          | Red Bull Salzburg          |
| 31 | B | David Madlener         | Pioneers Vorarlberg        |
| 32 | O | Bernd Wolf             | EHC Kloten                 |
| 48 | Ú | Lucas Thaler           | Red Bull Salzburg          |
| 52 | Ú | Paul Huber             | Red Bull Salzburg          |
| 70 | Ú | Benjamin Nissner       | Red Bull Salzburg          |
| 78 | O | Thimo Nickl            | Wheeling Nailers           |
| 91 | O | Dominique Heinrich – A | Vienna Capitals            |
| 92 | O | Clemens Unterweger     | EC KAC                     |
| 96 | Ú | Mario Huber            | Red Bull Salzburg          |
| 98 | Ú | Benjamin Baumgartner   | SC Bern                    |

### Švýcarsko
- Soupiska na oficiálních webových stránkách: zde
- Hlavní trenér:  Patrick Fischer
- Asistent trenéra:  Tommy Albelin
- Asistent trenéra:  Marcel Jenni
- Asistent trenéra:  Michael Liniger

| 10 | Ú | Andres Ambühl         | HC Davos            |
| 11 | Ú | Sven Senteler         | EV Zug              |
| 13 | Ú | Nico Hischier – A     | New Jersey Devils   |
| 14 | O | Dean Kukan            | ZSC Lions           |
| 17 | Ú | Ken Jäger             | Lausanne HC         |
| 18 | O | Sven Jung             | HC Davos            |
| 20 | B | Reto Berra            | Fribourg-Gottéron   |
| 21 | Ú | Kevin Fiala           | Los Angeles Kings   |
| 22 | Ú | Nino Niederreiter – A | Winnipeg Jets       |
| 23 | Ú | Philipp Kurashev      | Chicago Blackhawks  |
| 40 | B | Akira Schmid          | New Jersey Devils   |
| 43 | O | Andrea Glauser        | Lausanne HC         |
| 45 | O | Michael Fora          | HC Davos            |
| 54 | O | Christian Marti       | ZSC Lions           |
| 55 | O | Romain Loeffel        | SC Bern             |
| 59 | Ú | Dario Simion          | EV Zug              |
| 60 | Ú | Tristan Scherwey      | SC Bern             |
| 63 | B | Leonardo Genoni       | EV Zug              |
| 68 | Ú | Fabrice Herzog        | EV Zug              |
| 79 | Ú | Calvin Thürkauf       | HC Lugano           |
| 85 | Ú | Sven Andrighetto      | ZSC Lions           |
| 88 | Ú | Christoph Bertschy    | Fribourg-Gottéron   |
| 90 | O | Roman Josi –          | Nashville Predators |
| 92 | Ú | Gaëtan Haas           | EHC Biel            |
| 97 | O | Jonas Siegenthaler    | New Jersey Devils   |

### Velká Británie
- Soupiska na oficiálních webových stránkách: zde
- Hlavní trenér:  Peter Russell
- Asistent trenéra:  Corey Neilson
- Asistent trenéra:  Chuck Weber

| 1  | B | Jackson Whistle     | Belfast Giants      |
| 2  | O | Sam Ruopp           | Lausitzer Füchse    |
| 5  | Ú | Ben Davies          | Cardiff Devils      |
| 7  | Ú | Robert Lachowicz    | Glasgow Clan        |
| 9  | Ú | Brett Perlini       | Saale Bulls Halle   |
| 11 | Ú | Cameron Critchlow   | Manchester Storm    |
| 13 | O | David Phillips      | Belfast Giants      |
| 14 | Ú | Liam Kirk – A       | HC VERVA Litvínov   |
| 16 | Ú | Samuel Duggan       | Cardiff Devils      |
| 17 | O | Mark Richardson – A | Cardiff Devils      |
| 23 | Ú | Sean Norris         | Belfast Giants      |
| 24 | O | Joshua Tetlow       | Nottingham Panthers |
| 26 | O | Evan Mosey          | Cardiff Devils      |
| 27 | Ú | Cole Shudra         | Sheffield Steelers  |
| 28 | O | Ben O'Connor        | Guildford Flames    |
| 33 | B | Ben Bowns           | Cardiff Devils      |
| 35 | B | Lucas Brine         | Dundee Stars        |
| 41 | O | Josh Batch          | Cardiff Devils      |
| 44 | O | Sam Jones           | Sheffield Steelers  |
| 48 | Ú | Johnny Curran       | Coventry Blaze      |
| 74 | Ú | Oliver Betteridge   | Nottingham Panthers |
| 75 | Ú | Robert Dowd –       | Sheffield Steelers  |
| 79 | O | Nathanael Halbert   | HC TWK Innsbruck    |
| 91 | Ú | Ben Lake            | Belfast Giants      |
| 94 | Ú | Cade Neilson        | Alaska Nanooks      |

## Skupina B

### Francie
- Soupiska na oficiálních webových stránkách: zde
- Hlavní trenér:  Philippe Bozon
- Asistent trenéra:  Yorick Treille
- Asistent trenéra:  Ivano Zanatta

| Francie na MS 2024                        | Francie na MS 2024 | Francie na MS 2024           | Francie na MS 2024             | Francie na MS 2024 | Francie na MS 2024 |
| Číslo                                     | Post               | Hráč                         | Klub                           |                    |                    |
| ----------------------------------------- | ------------------ | ---------------------------- | ------------------------------ | ------------------ | ------------------ |
| 3                                         | Ú                  | Charles Bertrand             | ERC Ingolstadt                 |                    |                    |
| 5                                         | O                  | Enzo Guebey                  | HC Davos                       |                    |                    |
| 6                                         | O                  | Vincent Llorca               | Ducs d'Angers                  |                    |                    |
| 7                                         | O                  | Pierre Crinon                | Brûleurs de Loups              |                    |                    |
| 8                                         | O                  | Hugo Gallet                  | KalPa                          |                    |                    |
| 11                                        | Ú                  | Robin Colomban               | Diables Rouges de Briançon     |                    |                    |
| 12                                        | Ú                  | Valentin Claireaux           | HC Vítkovice Ridera            |                    |                    |
| 18                                        | O                  | Yohann Auvitu – A            | HC Vítkovice Ridera            |                    |                    |
| 24                                        | Ú                  | Justin Addamo                | Wilkes-Barre/Scranton Penguins |                    |                    |
| 27                                        | O                  | Enzo Cantagallo              | Dragons de Rouen               |                    |                    |
| 29                                        | Ú                  | Louis Boudon                 | Iowa Heartlanders              |                    |                    |
| 32                                        | B                  | Quentin Papillon             | Boxers de Bordeaux             |                    |                    |
| 33                                        | B                  | Julian Junca                 | Chicago Wolves                 |                    |                    |
| 37                                        | B                  | Sebastian Ylönen             | Jokers de Cergy-Pontoise       |                    |                    |
| 41                                        | Ú                  | Pierre-Édouard Bellemare – A | Seattle Kraken                 |                    |                    |
| 44                                        | Ú                  | Tomas Simonsen               | Gothiques d'Amiens             |                    |                    |
| 62                                        | O                  | Florian Chakiachvili         | Dragons de Rouen               |                    |                    |
| 72                                        | Ú                  | Jordann Perret               | Mountfield HK                  |                    |                    |
| 74                                        | O                  | Thomas Thiry                 | HC Ajoie                       |                    |                    |
| 77                                        | Ú                  | Sacha Treille –              | Brûleurs de Loups              |                    |                    |
| 81                                        | Ú                  | Anthony Rech                 | Dragons de Rouen               |                    |                    |
| 90                                        | Ú                  | Aurélien Dair                | Brûleurs de Loups              |                    |                    |
| 91                                        | Ú                  | Baptiste Bruche              | Boxers de Bordeaux             |                    |                    |
| 94                                        | Ú                  | Tim Bozon                    | Lausanne HC                    |                    |                    |
| 95                                        | Ú                  | Kevin Bozon                  | HC Ajoie                       |                    |                    |
| Zranění hráči, kteří odstoupili z turnaje |                    |                              |                                |                    |                    |
| 14                                        | Ú                  | Stéphane Da Costa – A        | Avtomobilist Jekatěrinburg     |                    |                    |
| 25                                        | Ú                  | Nicolas Ritz                 | Ducs d'Angers                  |                    |                    |

### Kazachstán
- Soupiska na oficiálních webových stránkách: zde
- Hlavní trenér:  Galym Mambetaljev
- Asistent trenéra:  Jerlan Sagymbajev
- Asistent trenéra:  Alexandr Šimin
- Asistent trenéra:  Alexandr Vysockij

| Kazachstán na MS 2024                     | Kazachstán na MS 2024 | Kazachstán na MS 2024 | Kazachstán na MS 2024  | Kazachstán na MS 2024 | Kazachstán na MS 2024 |
| Číslo                                     | Post                  | Hráč                  | Klub                   |                       |                       |
| ----------------------------------------- | --------------------- | --------------------- | ---------------------- | --------------------- | --------------------- |
| 1                                         | B                     | Nikita Bojarkin       | Barys Astana           |                       |                       |
| 5                                         | Ú                     | Oleg Bojko            | Nomad                  |                       |                       |
| 7                                         | O                     | Leonid Metalnikov     | Admiral Vladivostok    |                       |                       |
| 10                                        | Ú                     | Nikita Michajlis – A  | Metallurg Magnitogorsk |                       |                       |
| 17                                        | Ú                     | Alichan Omirbekov     | Nomad                  |                       |                       |
| 22                                        | Ú                     | Kirill Panjukov       | Amur Chabarovsk        |                       |                       |
| 23                                        | Ú                     | Maxim Muchametov      | Metallurg Magnitogorsk |                       |                       |
| 24                                        | O                     | Dmitrij Breus         | Chaika Nižnij Novgorod |                       |                       |
| 28                                        | O                     | Valeriyj Orechov      | Metallurg Magnitogorsk |                       |                       |
| 29                                        | Ú                     | Maxim Musorov         | Nomad                  |                       |                       |
| 31                                        | O                     | Arťom Koroljov        | Nomad                  |                       |                       |
| 32                                        | B                     | Sergej Kudryjavtsev   | Arlan Kokshetau        |                       |                       |
| 43                                        | B                     | Andrej Šutov          | Barys Astana           |                       |                       |
| 48                                        | Ú                     | Roman Starčenko –     | Barys Astana           |                       |                       |
| 58                                        | O                     | Tamirlan Gajtamirov   | Barys Astana           |                       |                       |
| 64                                        | Ú                     | Arkadij Šesťakov      | Barys Astana           |                       |                       |
| 65                                        | O                     | Samat Danijar – A     | Barys Astana           |                       |                       |
| 66                                        | Ú                     | Nikolaj Šulga         | Nomad                  |                       |                       |
| 71                                        | O                     | Madi Dichanbek        | Nomad                  |                       |                       |
| 79                                        | Ú                     | Michail Rachmanov     | Barys Astana           |                       |                       |
| 81                                        | Ú                     | Batyrlan Muratov      | Barys Astana           |                       |                       |
| 84                                        | Ú                     | Kirill Savitskij      | Barys Astana           |                       |                       |
| 87                                        | O                     | Adil Beketajev        | Barys Astana           |                       |                       |
| 88                                        | Ú                     | Jevgenij Rymarev      | Barys Astana           |                       |                       |
| 96                                        | Ú                     | Alichan Assetov       | Barys Astana           |                       |                       |
| Zranění hráči, kteří odstoupili z turnaje |                       |                       |                        |                       |                       |
| 92                                        | Ú                     | Dmitrij Grents        | Arlan Kokshetau        |                       |                       |

### Lotyšsko
- Soupiska na oficiálních webových stránkách: zde
- Hlavní trenér:  Harijs Vītoliņš
- Asistent trenéra:  Lauris Dārziņš
- Asistent trenéra:  Artūrs Irbe
- Asistent trenéra:  Petteri Nummelin
- Asistent trenéra:  Ville Peltonen
- Asistent trenéra:  Raimonds Vilkoits

| 2  | O | Kārlis Čukste       | Brynäs IF                      |
| 6  | O | Markuss Komuls      | Trois-Rivières Lions           |
| 9  | Ú | Renārs Krastenbergs | Graz 99ers                     |
| 13 | Ú | Rihards Bukarts     | HC Vítkovice Ridera            |
| 16 | Ú | Kaspars Daugaviņš – | HK Dukla Ingema Michalovce     |
| 17 | Ú | Mārtiņš Dzierkals   | Skellefteå AIK                 |
| 18 | Ú | Rodrigo Ābols – A   | Rögle BK                       |
| 20 | Ú | Raivis Ansons       | Wilkes-Barre/Scranton Penguins |
| 27 | O | Oskars Cibuļskis    | Herning Blue Fox               |
| 29 | O | Ralfs Freibergs     | Mountfield HK                  |
| 30 | B | Elvis Merzļikins    | Columbus Blue Jackets          |
| 34 | Ú | Eduards Tralmaks    | Rytíři Kladno                  |
| 35 | B | Ēriks Vītols        | JYP Jyväskylä                  |
| 50 | B | Kristers Gudļevskis | Fischtown Pinguins             |
| 55 | O | Roberts Mamčics     | HC Mikron Nové Zámky           |
| 65 | O | Arvils Bergmanis    | Alaska Nanooks                 |
| 70 | Ú | Miks Indrašis       | Brynäs IF                      |
| 71 | Ú | Roberts Bukarts – A | HC Vítkovice Ridera            |
| 72 | O | Jānis Jaks          | HC VERVA Litvínov              |
| 77 | O | Kristaps Zīle       | HC VERVA Litvínov              |
| 82 | Ú | Fēlikss Gavars      | St. Lawrence Saints            |
| 85 | Ú | Dans Ločmelis       | UMass Minutemen                |
| 95 | O | Oskars Batņa        | Mikkelin Jukurit               |
| 97 | Ú | Haralds Egle        | MHk 32 Liptovský Mikuláš       |

### Německo
- Soupiska na oficiálních webových stránkách: zde
- Hlavní trenér:  Harold Kreis
- Asistent trenéra:  Serge Aubin
- Asistent trenéra:  Alexander Sulzer

| 5  | O | Tobias Fohrler       | Adler Mannheim     |
| 6  | O | Kai Wissmann         | Eisbären Berlín    |
| 7  | Ú | Maximilian Kastner   | Red Bull München   |
| 17 | Ú | Tobias Eder          | Eisbären Berlín    |
| 19 | Ú | Wojciech Stachowiak  | ERC Ingolstadt     |
| 27 | O | Maksymilian Szuber   | Arizona Coyotes    |
| 30 | B | Philipp Grubauer     | Seattle Kraken     |
| 33 | Ú | John-Jason Peterka   | Buffalo Sabres     |
| 35 | B | Mathias Niederberger | Red Bull München   |
| 38 | O | Fabio Wagner         | ERC Ingolstadt     |
| 40 | Ú | Alexander Ehl        | Düsseldorfer EG    |
| 41 | O | Jonas Müller         | Eisbären Berlín    |
| 42 | Ú | Yasin Ehliz – A      | Red Bull München   |
| 45 | B | Tobias Ančička       | Kölner Haie        |
| 49 | O | Lukas Kälble         | Adler Mannheim     |
| 62 | Ú | Parker Tuomie        | Kölner Haie        |
| 65 | Ú | Marc Michaelis       | Adler Mannheim     |
| 72 | Ú | Dominik Kahun – A    | SC Bern            |
| 73 | Ú | Lukas Reichel        | Chicago Blackhawks |
| 77 | Ú | Daniel Fischbuch     | Adler Mannheim     |
| 78 | Ú | Nico Sturm           | San Jose Sharks    |
| 79 | O | Colin Ugbekile       | Iserlohn Roosters  |
| 83 | Ú | Leonhard Pföderl     | Eisbären Berlín    |
| 91 | O | Moritz Müller –      | Kölner Haie        |
| 95 | Ú | Frederik Tiffels     | Eisbären Berlín    |

### Polsko
- Soupiska na oficiálních webových stránkách: zde
- Hlavní trenér:  Robert Kalaber
- Asistent trenéra:  Marek Batkiewicz
- Asistent trenéra:  Grzegorz Klich

| Polsko na MS 2024                         | Polsko na MS 2024 | Polsko na MS 2024     | Polsko na MS 2024     | Polsko na MS 2024 | Polsko na MS 2024 |
| Číslo                                     | Post              | Hráč                  | Klub                  |                   |                   |
| ----------------------------------------- | ----------------- | --------------------- | --------------------- | ----------------- | ----------------- |
| 4                                         | O                 | Patryk Wajda          | JKH GKS Jastrzębie    |                   |                   |
| 5                                         | Ú                 | Filip Komorski        | GKS Tychy             |                   |                   |
| 6                                         | O                 | Arkadiusz Kostek      | JKH GKS Jastrzębie    |                   |                   |
| 10                                        | Ú                 | Bartosz Fraszko       | GKS Katowice          |                   |                   |
| 12                                        | O                 | Maciej Kruczek        | GKS Katowice          |                   |                   |
| 14                                        | Ú                 | Dominik Pas           | JKH GKS Jastrzębie    |                   |                   |
| 15                                        | Ú                 | Patryk Wronka         | Podhale Nowy Targ     |                   |                   |
| 16                                        | Ú                 | Paweł Zygmunt         | HC VERVA Litvínov     |                   |                   |
| 17                                        | O                 | Kamil Gorny           | JKH GKS Jastrzębie    |                   |                   |
| 18                                        | Ú                 | Grzegorz Pasiut – A   | GKS Katowice          |                   |                   |
| 20                                        | O                 | Marcin Kolusz – A     | JKH GKS Jastrzębie    |                   |                   |
| 21                                        | Ú                 | Kamil Wałęga          | HC Oceláři Třinec     |                   |                   |
| 28                                        | Ú                 | Mateusz Michalski     | GKS Katowice          |                   |                   |
| 31                                        | B                 | John Murray           | GKS Katowice          |                   |                   |
| 33                                        | B                 | Tomáš Fučík           | GKS Tychy             |                   |                   |
| 34                                        | Ú                 | Krzysztof Maciaś      | Prince Albert Raiders |                   |                   |
| 51                                        | O                 | Jakub Wanacki         | GKS Katowice          |                   |                   |
| 61                                        | Ú                 | Krystian Dziubiński – | Unia Oświęcim         |                   |                   |
| 69                                        | O                 | Mateusz Bryk          | GKS Tychy             |                   |                   |
| 71                                        | O                 | Paweł Dronia          | Ravensburg Towerstars |                   |                   |
| 72                                        | B                 | Dawid Zabolotny       | EHC Freiburg          |                   |                   |
| 80                                        | O                 | Kacper Maciaś         | GKS Katowice          |                   |                   |
| 88                                        | Ú                 | Alan Łyszczarczyk     | GKS Tychy             |                   |                   |
| 92                                        | Ú                 | Maciej Urbanowicz     | JKH GKS Jastrzębie    |                   |                   |
| 98                                        | Ú                 | Patryk Krężołek       | Zagłębie Sosnowiec    |                   |                   |
| Zranění hráči, kteří odstoupili z turnaje |                   |                       |                       |                   |                   |
| 3                                         | O                 | Bartosz Ciura         | GKS Tychy             |                   |                   |

### Slovensko
- Soupiska na oficiálních webových stránkách: zde
- Hlavní trenér:  Craig Ramsey
- Asistent trenéra:  Peter Frühauf
- Asistent trenéra:  Ján Pardavý
- Asistent trenéra:  Róbert Petrovický
- Trenér brankářů:  Ján Lašák

| 6  | Ú | Lukáš Cingeľ        | HC Kometa Brno             |
| 7  | O | Mário Grman         | HC Vítkovice Ridera        |
| 13 | O | František Gajdoš    | HK Nitra                   |
| 14 | O | Peter Čerešňák – A  | HC Dynamo Pardubice        |
| 17 | O | Šimon Nemec         | New Jersey Devils          |
| 18 | Ú | Andrej Kudrna       | HC VERVA Litvínov          |
| 20 | Ú | Juraj Slafkovský    | Montreal Canadiens         |
| 21 | Ú | Miloš Kelemen       | Tucson Roadrunners         |
| 27 | Ú | Marek Hrivík – A    | Leksands IF                |
| 29 | O | Michal Ivan         | Bílí Tygři Liberec         |
| 30 | B | Matej Tomek         | HC VERVA Litvínov          |
| 31 | B | Samuel Hlavaj       | HC Škoda Plzeň             |
| 33 | B | Stanislav Škorvánek | HK Dukla Ingema Michalovce |
| 34 | Ú | Peter Cehlárik      | Leksands IF                |
| 42 | O | Martin Fehérváry    | Washington Capitals        |
| 48 | Ú | Viliam Čacho        | HC Oceláři Třinec          |
| 56 | Ú | Marko Daňo          | HC Oceláři Třinec          |
| 64 | O | Patrik Koch         | Arizona Coyotes            |
| 76 | Ú | Martin Pospíšil     | Calgary Flames             |
| 77 | Ú | Martin Faško-Rudáš  | Bílí Tygři Liberec         |
| 79 | Ú | Libor Hudáček       | HC Oceláři Třinec          |
| 87 | Ú | Pavol Regenda       | San Diego Gulls            |
| 90 | Ú | Tomáš Tatar –       | Seattle Kraken             |
| 91 | Ú | Matúš Sukeľ         | HC VERVA Litvínov          |
| 98 | O | Andrej Golian       | HC SLOVAN Bratislava       |

### Švédsko
- Soupiska na oficiálních webových stránkách: zde
- Hlavní trenér:  Sam Hallam
- Asistent trenéra:  Josef Boumedienne
- Asistent trenéra:  Stefan Klockare
- Asistent trenéra:  Nicklas Rahm

| 9  | Ú | Adrian Kempe      | Los Angeles Kings   |
| 12 | Ú | Max Friberg       | Frölunda HC         |
| 14 | Ú | Joel Eriksson Ek  | Minnesota Wild      |
| 16 | Ú | Felix Unger Sörum | Leksands IF         |
| 19 | Ú | Marcus Sörensen   | Fribourg-Gottéron   |
| 23 | Ú | Lucas Raymond – A | Detroit Red Wings   |
| 25 | O | Jonas Brodin      | Minnesota Wild      |
| 26 | O | Rasmus Dahlin     | Buffalo Sabres      |
| 28 | O | Marcus Pettersson | Pittsburgh Penguins |
| 29 | Ú | Pontus Holmberg   | Toronto Maple Leafs |
| 30 | B | Jesper Wallstedt  | Minnesota Wild      |
| 32 | O | Lukas Bengtsson   | EV Zug              |
| 33 | B | Samuel Ersson     | Philadelphia Flyers |
| 35 | B | Filip Gustavsson  | Minnesota Wild      |
| 37 | Ú | Isac Lundeström   | Anaheim Ducks       |
| 49 | Ú | Fabian Zetterlund | San Jose Sharks     |
| 59 | Ú | Linus Johansson   | Färjestad BK        |
| 65 | O | Erik Karlsson –   | Pittsburgh Penguins |
| 71 | Ú | Victor Olofsson   | Buffalo Sabres      |
| 72 | O | Tim Heed          | HC Ambrì-Piotta     |
| 77 | O | Victor Hedman – A | Tampa Bay Lightning |
| 82 | Ú | Jesper Frödén     | ZSC Lions           |
| 90 | Ú | Marcus Johansson  | Minnesota Wild      |
| 91 | Ú | Carl Grundström   | Los Angeles Kings   |
| 95 | Ú | André Burakovsky  | Seattle Kraken      |

### Spojené státy americké
- Soupiska na oficiálních webových stránkách: zde
- Hlavní trenér:  John Hynes
- Trenér brankářů:  Alex Westlund

| USA na MS 2024                            | USA na MS 2024 | USA na MS 2024     | USA na MS 2024          | USA na MS 2024 | USA na MS 2024 |
| Číslo                                     | Post           | Hráč               | Klub                    |                |                |
| ----------------------------------------- | -------------- | ------------------ | ----------------------- | -------------- | -------------- |
| 1                                         | B              | Trey Augustine     | Michigan State Spartans |                |                |
| 4                                         | O              | Seth Jones – A     | Chicago Blackhawks      |                |                |
| 5                                         | O              | Michael Kesselring | Arizona Coyotes         |                |                |
| 6                                         | Ú              | Will Smith         | Boston College Eagles   |                |                |
| 7                                         | Ú              | Brady Tkachuk –    | Ottawa Senators         |                |                |
| 8                                         | O              | Zach Werenski – A  | Columbus Blue Jackets   |                |                |
| 9                                         | Ú              | Trevor Zegras      | Anaheim Ducks           |                |                |
| 11                                        | Ú              | Luke Kunin         | San Jose Sharks         |                |                |
| 12                                        | Ú              | Matt Boldy         | Minnesota Wild          |                |                |
| 13                                        | Ú              | Johnny Gaudreau    | Columbus Blue Jackets   |                |                |
| 22                                        | Ú              | Cole Caufield      | Montreal Canadiens      |                |                |
| 23                                        | Ú              | Mikey Eyssimont    | Tampa Bay Lightning     |                |                |
| 24                                        | Ú              | Ryan Leonard       | Boston College Eagles   |                |                |
| 26                                        | Ú              | Kevin Hayes        | St. Louis Blues         |                |                |
| 29                                        | Ú              | Brock Nelson       | New York Islanders      |                |                |
| 39                                        | B              | Alex Nedeljkovic   | Pittsburgh Penguins     |                |                |
| 43                                        | O              | Luke Hughes        | New Jersey Devils       |                |                |
| 45                                        | Ú              | Gavin Brindley     | Chicago Blackhawks      |                |                |
| 46                                        | O              | Jeff Petry         | Detroit Red Wings       |                |                |
| 51                                        | O              | Matthew Kessel     | St. Louis Blues         |                |                |
| 57                                        | Ú              | Shane Pinto        | Ottawa Senators         |                |                |
| 72                                        | O              | Alex Vlasic        | Chicago Blackhawks      |                |                |
| 79                                        | B              | Charlie Lindgren   | Washington Capitals     |                |                |
| 85                                        | O              | Jake Sanderson     | Ottawa Senators         |                |                |
| 86                                        | Ú              | Joel Farabee       | Philadelphia Flyers     |                |                |
| Zranění hráči, kteří odstoupili z turnaje |                |                    |                         |                |                |
| 34                                        | B              | Alex Lyon          | Detroit Red Wings       |                |                |